# Tyler Rake
Pour les articles homonymes, voir Extraction.
Série
Tyler Rake 2
(2023)
Pour plus de détails, voir Fiche technique et Distribution.
Tyler Rake (Extraction) est un film d'action américain réalisé par Sam Hargrave et  sorti en 2020 sur Netflix. Il s’agit de l’adaptation du comic book intitulé  Ciudad d’Ande Parks, Joe Russo, Anthony Russo, Fernando Leon Gonzalez et Eric Skillman.
Le film suit Tyler Rake, ancien membre du Special Air Service Regiment (en) australien reconverti comme mercenaire, qui est engagé par un baron du crime indien dont le fils a été enlevé par son rival du Bangladesh. Mais alors que Tyler tente d'exfiltrer le garçon, il découvre que sa mission est beaucoup plus dangereuse qu'il ne l'aurait imaginé.
Une suite, Tyler Rake 2, est sortie en 2023.

## Synopsis
Ovi Mahajan Jr.— fils du baron de la drogue indien Ovi Mahajan Sr., incarcéré pour de lourdes peines de prison — se faufile hors de sa maison pour fréquenter une boîte de nuit avec son ami. Lors de la fête, Ovi est capturé par des policiers corrompus qui exécutent son ami et s'avèrent travailler pour Amir Asif, baron de la drogue bangladais et ennemi juré d'Ovi Mahajan Sr.. Dès que la nouvelle de l'enlèvement lui parvient, Saju Rav - un ancien lieutenant-colonel des forces spéciales indiennes et protecteur d'Ovi - rend visite au père d'Ovi en prison. Ne voulant pas payer la rançon ou céder ses territoires à Amir car cela nuirait à son prestige, le père d'Ovi ordonne à Saju de récupérer son fils, menaçant de tuer le propre fils de Saju s'il ne veut pas le faire. Tyler Rake, un ancien opérateur de l'Australian Special Air Service Regiment (SASR) devenu mercenaire au marché noir, est recruté par sa patronne Nik Khan pour exfiltrer Ovi de Dhaka, au Bangladesh, le propre fief d'Asif.
L'équipe de Tyler et Khan se prépare à extraire Ovi, les hommes de son père devant les payer une fois Ovi récupéré. Tyler sauve Ovi, tue ses ravisseurs et l'emmène au point d'extraction. Apprenant l'évasion d'Ovi, Asif ordonne au chef de la police locale, le colonel Rashid, de lancer un verrouillage immédiat de Dhaka, sécurisant tous les ponts et points de déplacement hors de la ville. Les hommes du père d'Ovi omettent intentionnellement de transférer les fonds car il est révélé que le compte bancaire d'Ovi Sr a été gelé par les autorités, il n'avait donc aucun moyen de payer les mercenaires en premier lieu. Saju tue les coéquipiers de Tyler et tente de tuer ce dernier afin qu'il puisse sauver Ovi lui-même et tromper les mercenaires sur leur paiement. Khan prépare un hélicoptère pour extraire Tyler à l'extérieur de la ville et lui dit d'abandonner Ovi puisque le contrat a été annulé.
Tyler refuse de laisser Ovi derrière lui, hanté par les souvenirs de son propre fils, qu'il a abandonné parce qu'il ne peut plus supporter de le voir souffrir d'un lymphome. Après avoir échappé à Saju et aux unités tactiques corrompues de la police métropolitaine de Dhaka à la solde d'Asif, Tyler combat un gang de garçons dirigé par Farhad, un jeune criminel désireux d'impressionner Asif. Tyler appelle son ami Gaspar, un coéquipier à la retraite vivant à Dhaka, et lui et Ovi dorment chez Gaspar pour la soirée. Gaspar révèle qu'Asif a placé une prime de 10,000,000 $ sur Ovi, qu'il propose de partager si Tyler lui permet de tuer Ovi. Tyler refuse et combat Gaspar, qui prend le dessus mais est bêtement abattu par Ovi avec le propre pistolet de Gaspar. Tyler appelle Saju et demande son aide, les forçant à faire équipe pour s'échapper de Dhaka.
Tyler détourne l'attention de Saju et d'Ovi déguisés alors que les deux traversent un point de contrôle du pont avant de suivre pour couvrir leur fuite. Khan et ses mercenaires restants s'approchent du côté opposé du pont, alors qu'Asif regarde de loin avec des jumelles. Dans la fusillade qui s'ensuit, Saju est abattu par Rashid, qui est à son tour abattu par Khan. Blessé, Tyler ordonne à Ovi de courir vers l'hélicoptère en attente de Khan. Alors que Tyler grièvement blessé suit, il reçoit une balle dans le cou par Farhad et voyant qu'Ovi est en sécurité, se laisse tomber dans la rivière. Ovi, Khan et l'équipe d'extraction s'échappent vers Mumbai et se mettent en sécurité. Huit mois plus tard, Khan rencontre Asif dans les toilettes et le tue. Ovi saute dans la piscine de son école pour s'entraîner à retenir son souffle, reflétant la scène où Tyler est présenté. Il fait surface pour voir une vision floue d'un homme, ressemblant à Tyler, qui le regarde.

## Fiche technique
Sauf indication contraire, les informations mentionnées dans cette section peuvent être confirmées par la base de données cinématographiques IMDb,  présente dans la section « Liens externes ».
- Titre français : Tyler Rake
- Titre original : Extraction
- Titres de travail : Dhaka, puis Out of the Fire
- Réalisation : Sam Hargrave
- Scénario : Joe Russo, d’après le comic book intitulé  Ciudad d’Ande Parks, Joe Russo, Anthony Russo, Fernando Leon Gonzalez et Eric Skillman[1]
- Musique : Alex Belcher et Henry Jackman
- Décors : Philip Ivey
- Costumes : Bojana Nikitovic
- Photographie : Newton Thomas Sigel
- Montage : Stan Salfas
- Production : Eric Gitter, Chris Hemsworth, Mike Larocca, Anthony et Joe Russo et Peter Schwerin

Production déléguée : Ari Costa, Benjamin Grayson, Patrick Newall et Steven V. Scavelli
- Sociétés de production : AGBO Studios, India Take One Productions, T.G.I.M Films et Thematic Entertainment
- Société de distribution : Netflix
- Budget : 65 millions de dollars[2]
- Pays de production :  États-Unis
- Langue originale : anglais
- Format : couleur
- Genre : action
- Durée : 117 minutes
- Dates de sortie[3] :
  - Monde : 24 avril 2020 (Netflix)

Déconseillé aux moins de 16 ans.

## Distribution
- Chris Hemsworth (VF : Adrien Antoine) : Tyler Rake, ancien opérateur du SASR devenu mercenaire
- Rudhraksh Jaiswal (VF : Enzo Ratsito) : Ovi Mahajan Jr., fils du seigneur du crime indien Ovi Mahajan Sr.
- Randeep Hooda (VF : Marc Perez) : Saju Rav, ancien lieutenant-colonel des Para Forces spéciales et chef de la sécurité d'Ovi Mahajan Sr.
- Golshifteh Farahani (VF : Sandra Valentin) : Nik Khan, mercenaire et partenaire de Tyler
- Pankaj Tripathi : Ovi Mahajan Sr., seigneur du crime indien incarcéré et père d'Ovi
- David Harbour (VF : Florian Wormser) : Gaspar, ancien coéquipier de Tyler vivant à Dhaka et l'ami secret d'Asif
- Priyanshu Painyuli : Amir Asif, un baron du crime bangladais qui enlève Ovi
- Sudipto Balav : Shadek, un homme de main d'Amir Asif
- Adam Bessa (VF : Antoine Schoumsky) : Yaz Khan, membre de l'équipage de Nik
- Shataf Figar : colonel Rashid du SWAT bangladais, homme de main d'Asif
- Suraj Rikame : Farhad, un jeune garçon devenu homme de main d'Asif
- Neha Mahajan : Neysa Rav, la femme de Saju
- Shivam Vichare (VF : Oscar Douieb) : Sachin
- Sam Hargrave (VF : Grégory Quidel) : Gaetan « G », un mercenaire et partenaire de Tyler
- Wayne Blair : Koen

 Source et légende : version française (VF) sur RS Doublage

## Production
Le 31 août 2018, on annonce que Sam Hargrave va réaliser un film intitulé Dhaka, écrit par Joe Russo.
Le 31 août 2018, Chris Hemsworth est annoncé dans le rôle principal. En novembre 2018, le reste de la distribution était annoncée, avec la présence de nombreux acteurs indiens comme Manoj Bajpayee et Randeep Hooda. L'actrice franco-iranienne Golshifteh Farahani est annoncée en janvier 2019.
Le tournage débute en novembre 2018 à Ahmedabad et à Bombay, ainsi qu’en Thaïlande (Ban Pong, Ratchaburi) et à Dhaka (au Bangladesh). Il s'achève en mars 2019,.

## Accueil critique
En France, le film obtient une note moyenne de 2,8⁄5 sur le site Allociné, qui recense 12 titres de presse.
Le magazine GQ relève l'aspect divertissant du film : « Chris Hemsworth porte magistralement Tyler Rake, un film d'action sans prétention qui remplit parfaitement sa fonction : divertir sans une seule seconde d'ennui ».
Pour Le Journal du geek, la mise en scène du film vient relever un scénario oubliable « sans être un chef-d'œuvre, Tyler Rake réinvente le genre et tente de mêler drame et action. Les amateurs d'explosions et combats en auront pour le compte et pourront voir Chris Hemsworth sous un nouveau jour. Néanmoins, le film n'est pas sans défaut et se perd parfois dans sa narration, quelque peu sommaire. Reste une chose à la fin, l'impression d'avoir passé un bon moment ».

## Suite
En mai 2020, on annonce que Joe Russo est engagé à écrire la suite du film, avec l’intention de retrouver Sam Hargrave et Chris Hemsworth : « Un accord a été trouvé pour que j’écrive Extraction 2, et nous en sommes aux étapes préliminaires pour déterminer quelle sera l’histoire. Nous n’avons pas encore décidé si l’histoire se déroulera avant ou après l’action du premier film. Nous avons laissé les spectateurs sur une fin ouverte qui laisse de nombreuses questions en suspens », explique Joe Russo.